# Etiopía en los Juegos Olímpicos de Moscú 1980
Etiopía estuvo representada en los Juegos Olímpicos de Moscú 1980 por un total de 41 deportistas que compitieron en 3 deportes.  

## Medallistas
El equipo olímpico etíope obtuvo las siguientes medallas:
| Nombre        | Deporte   | Competición         |
| ------------- | --------- | ------------------- |
| Oro           |           |                     |
| Miruts Yifter | Atletismo | 5000 m M            |
| Miruts Yifter | Atletismo | 10 000 m M          |
| Plata         |           |                     |
| —             |           |                     |
| Bronce        |           |                     |
| Mohamed Kedir | Atletismo | 10 000 m M          |
| Eshetu Tura   | Atletismo | 3000 m obstáculos M |